# Nemzeti Rendőrkórház állomás
Nemzeti Rendőrkórház állomás a szöuli metró 3-as vonalának állomása Szöul Szongpha-ku (Songpa-gu) kerületében.

## Viszonylatok
| 3-as vonal                             | 3-as vonal | 3-as vonal                   |
| -------------------------------------- | ---------- | ---------------------------- |
| Karak (Garak) piac Tehva (Daehwa) felé | fő vonal   | Ogum (Ogeum) végállomás felé |